# Alvise Priuli
Alvise Priuli (Venezia, XVI secolo – Padova, luglio 1560) è stato un nobile patrizio italiano della Repubblica di Venezia, legato al circolo degli "Spirituali" e particolarmente al cardinal Reginald Pole.
Troviamo il suo nome in tutti i grandi processi condotti dall'Inquisizione romana del Cinquecento (in particolare nei processi Morone, Soranzo e Carnesecchi).

## Biografia
Nacque a Venezia all'inizio del XVI sec. Fu un caro amico del cardinal Reginald Pole, conosciuto a Padova attorno al 1532, ma ebbe frequentazioni anche con Pietro Bembo e Vittore Soranzo, Pietro Carnesecchi, Marcantonio Flaminio, Vittoria Colonna e altri). 
Nel 1553 seguì il Pole, nominato legato apostolico in Inghilterra da Giulio III.
Morto il Pole nel novembre 1558, Priuli rientrò in Italia solo dopo la morte di papa Paolo IV (1559), persecutore dei suoi amici. Morì a Padova nel luglio 1560.